# Il giorno della violenza
Il giorno della violenza (Douze heures d'horloge) è un film del 1959 diretto da Géza von Radványi.

## Trama
Albert, Serge e Kopetzky sono tre criminali evasi da una prigione nel sud della Francia. Decidono di imbarcarsi servendosi della somma affidata da uno di essi all'amante, ma questa l'ha ceduta all'attuale compagno. I tre hanno solo 12 ore per recuperare i soldi e procurarsi i documenti falsi per lasciare il porto.

## Produzione
Il film è stato girato in Francia nel dipartimento delle Alpi Marittime, tra Nizza, La Colle-sur-Loup e Villefranche-sur-Mer.

## Distribuzione
Il film è stato distribuito in Francia dal 22 aprile 1959 e in Germania Ovest dal 15 gennaio 1960.